# Trisateles
Trisateles là một chi bướm đêm thuộc họ Erebidae.

## Các loài
- Trisateles emortualis – Olive Crescent [Schiffermüller], 1775